# Archaeol
Archaeol is een organische verbinding met als brutoformule C43H88O3. Het is een dubbele ether-verbinding, afgeleid van glycerine. Archaeol behoort tot de etherlipiden. Archaeol komt veelvuldig voor in de membranen van archaea.